# Power and Progress
Power and Progress : Our Thousand-Year Struggle Over Technology and Prosperity est un essai économique écrit en 2023 par Daron Acemoğlu et Simon Johnson remettant en cause les effets nécessairement positifs des innovations pour l'économie.
L'essai tente de réunir des éléments historico-économiques pour tenter de rendre compte des véritables effets des innovations sur l'économie, y compris ceux de l'intelligence artificielle.

## Contenu
Le livre essaye d'analyser et de prévoir les effets de l'intelligence artificielle en la mettant en parallèle à d'autres innovations technologiques au cours des mille dernières années,.
Les économistes Acemoğlu et Johnson, cherchant à réfuter le techno-optimisme, tentent de démontrer que les conséquences du progrès technique ne seraient pas toujours bénéfiques, et dépendraient à la fois de l'organisation économique et informationnelle dans lesquels les innovations naissent, et à la fois des fonctions dans lesquelles ces nouvelles technologies sont employées. Les deux économistes affirment ainsi que l'intelligence artificielle a actuellement des effets néfastes pour l'emploi et la démocratie, puisque l'intelligence artificielle serait utilisée de façon intrusive et oppressante, et automatiserait excessivement les tâches.
Ils tentent cependant d'expliquer que l'utilisation des technologies ne serait pas naturelle et pourrait  être réorientée si reprise des mains des « dirigeants de la tech »,. Ils expliquent que c'est en faisant en sorte que les innovations soient volontairement dirigées vers la création d'emplois et de nouvelles opportunités que le potentiel technologique serait maximisé.

## Réception
Le livre Power and Progress est salué tant par les médias que par les économistes, qui y voient une nouvelle façon de penser le lien entre innovation et prospérité.

### Réception médiatique
The Guardian qualifie le livre d'« un des plus importants de l'année ».
Bloomberg LP considère que l'essai est une preuve qu'il n'y a rien d'évident dans le lien entre prospérité et progrès technique, et que l'essai permet de prendre conscience des craintes liées à l'évolution actuelle des technologies.
L'Université Harvard explique que le livre redéfinit complètement la façon dont on interprète l'économie.

### Réception académique
Les économistes Esther Duflo et Abhijit Banerjee sont d'accord avec la thèse développée par le livre sur le lien entre richesse extrême et automatisation « excessive », expliquant que le livre est un « rappel essentiel que l'on peut — et doit — reprendre le contrôle. »
L'économiste Angus Deaton distingue Power and Progress comme un livre important permettant de considérer les dynamiques de pouvoir, domaine négligé par les économistes.